# Bhaktarahalli, Madhugiri
Bhaktarahalli là một làng thuộc tehsil Madhugiri, huyện Tumkur, bang Karnataka, Ấn Độ.